# Papadiamantis-Museum

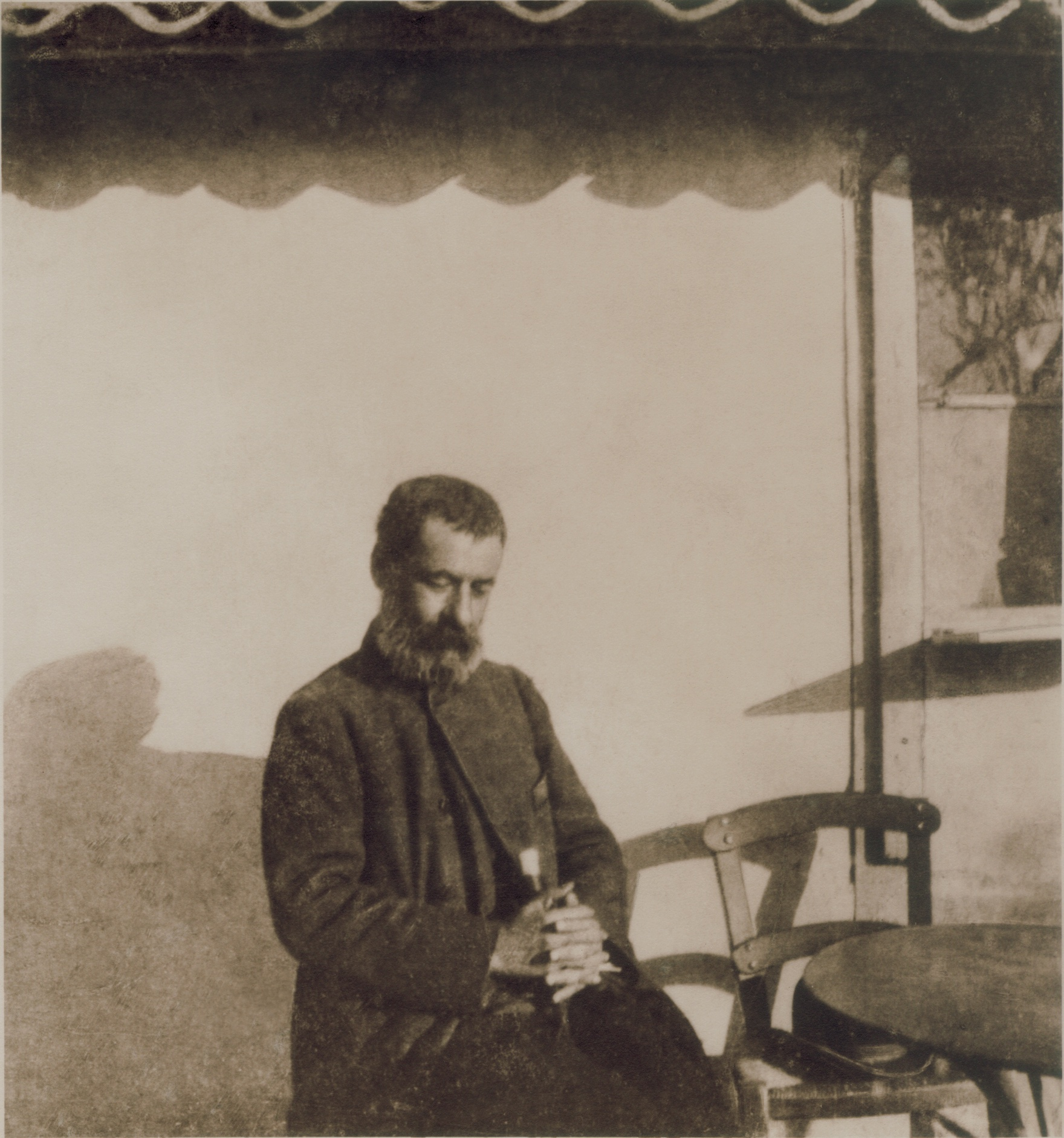
Alexandros Papadiamantis

Das Papadiamantis-Museum (griechisch Μουσείο Παπαδιαμάντη, Mousio Papadiamanti) ist ein historisches Haus in der Hafenstadt Skiathos auf der gleichnamigen Sporadeninsel in Griechenland. Das Haus ist als Museum eingerichtet und zeigt das Wohnhaus von Alexandros Papadiamantis (1851–1911). Nach seinem Tod wurde das Haus zum Museum umgewandelt.
Das Geburtshaus wurde abgerissen und der Vater, Adamantios Papadiamantis, errichtete 1860 das zweistöckige Gebäude, das noch heute zu sehen ist. Das Haus ist ein typisches Inselhaus im Stil der damaligen Zeit und Region. Im unteren Stockwerk befindet sich ein einfacher Raum mit einem Brunnen, im oberen Stock befinden sich drei Zimmer und eine „Sommerküche“ mit einem separaten Zugang von Außen. Im „Winterzimmer“, in dem Papadiamantis auch verstorben ist, steht der historische Kamin. Aus dem Hausrat des Dichters sind noch einige Stücke Geschirr vorhanden. Stühle sind nicht vorhanden, da seinerzeit im Schneidersitz gegessen und gearbeitet wurde. In den übrigen Räumen des Hauses wird eine Ausstellung zu den Werken des Dichters präsentiert.